# Α,α-二氟甲苯
α,α-二氟甲苯是一种有机化合物，化学式为C7H6F2，它是二氟甲苯的同分异构体之一。它可由苯基溴化镁和二氟碘甲烷在镍配合物的催化下反应制得。它和N-氯代丁二酰亚胺反应，可以得到α,α,α-二氟氯甲苯；和N-溴代丁二酰亚胺反应，得到α,α,α-二氟溴甲苯。